# Bidens menziesii
Bidens menziesii là một loài thực vật có hoa trong họ Cúc. Loài này được (A.Gray) Sherff mô tả khoa học đầu tiên năm 1920.